# 五庭院购物中心
48°08′25″N 11°34′31″E / 48.14028°N 11.57528°E
五庭院购物中心（Fünf Höfe）是慕尼黑市中心的一个大型购物中心。

## 历史
于1998年-2003年间建立在裕宝银行大厦旁。2004年起，五庭院购物中心被联合投资集团（Union Investment）收购改建并改为现名。

## 画廊

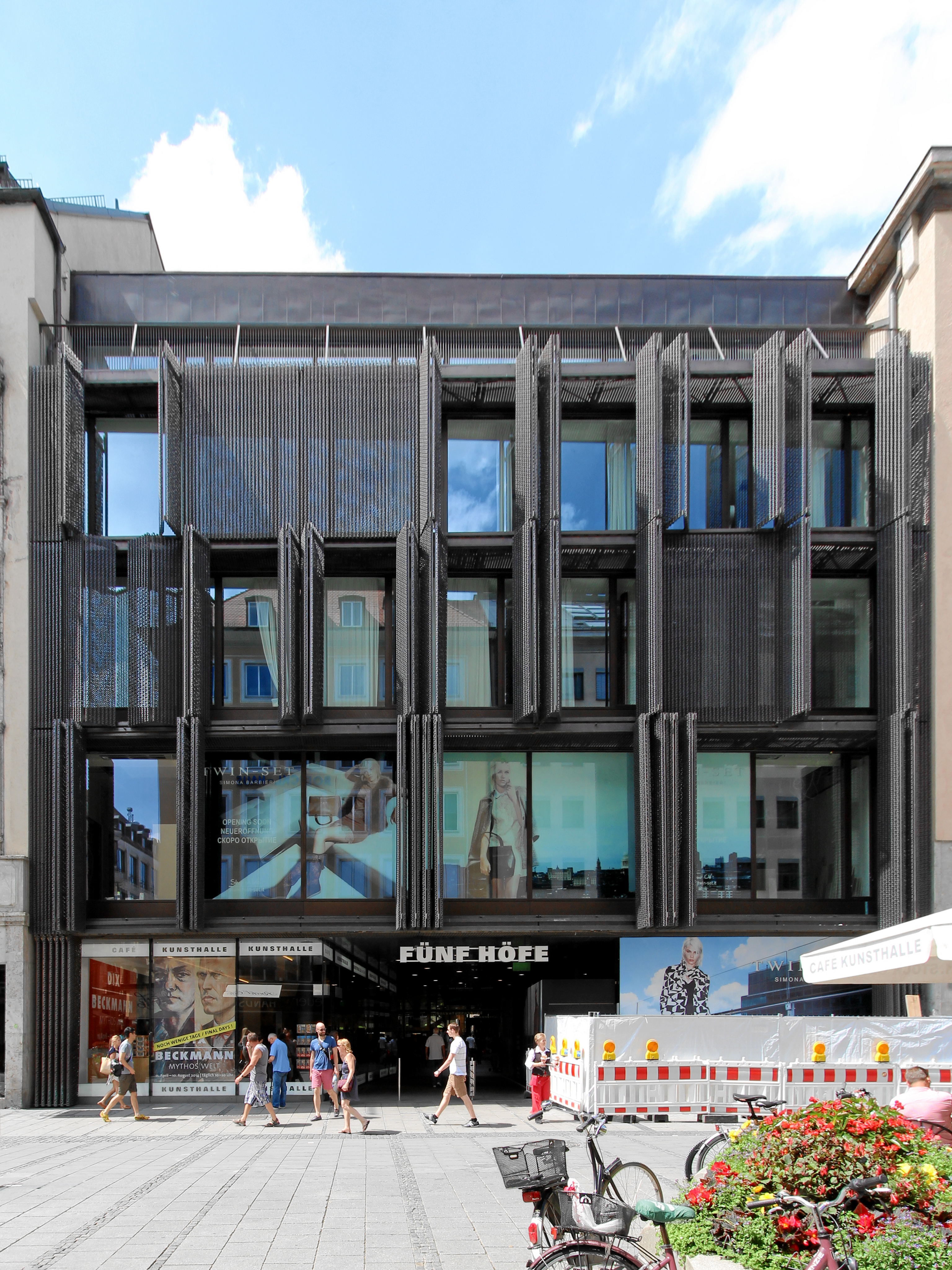
五庭院购物中心入口
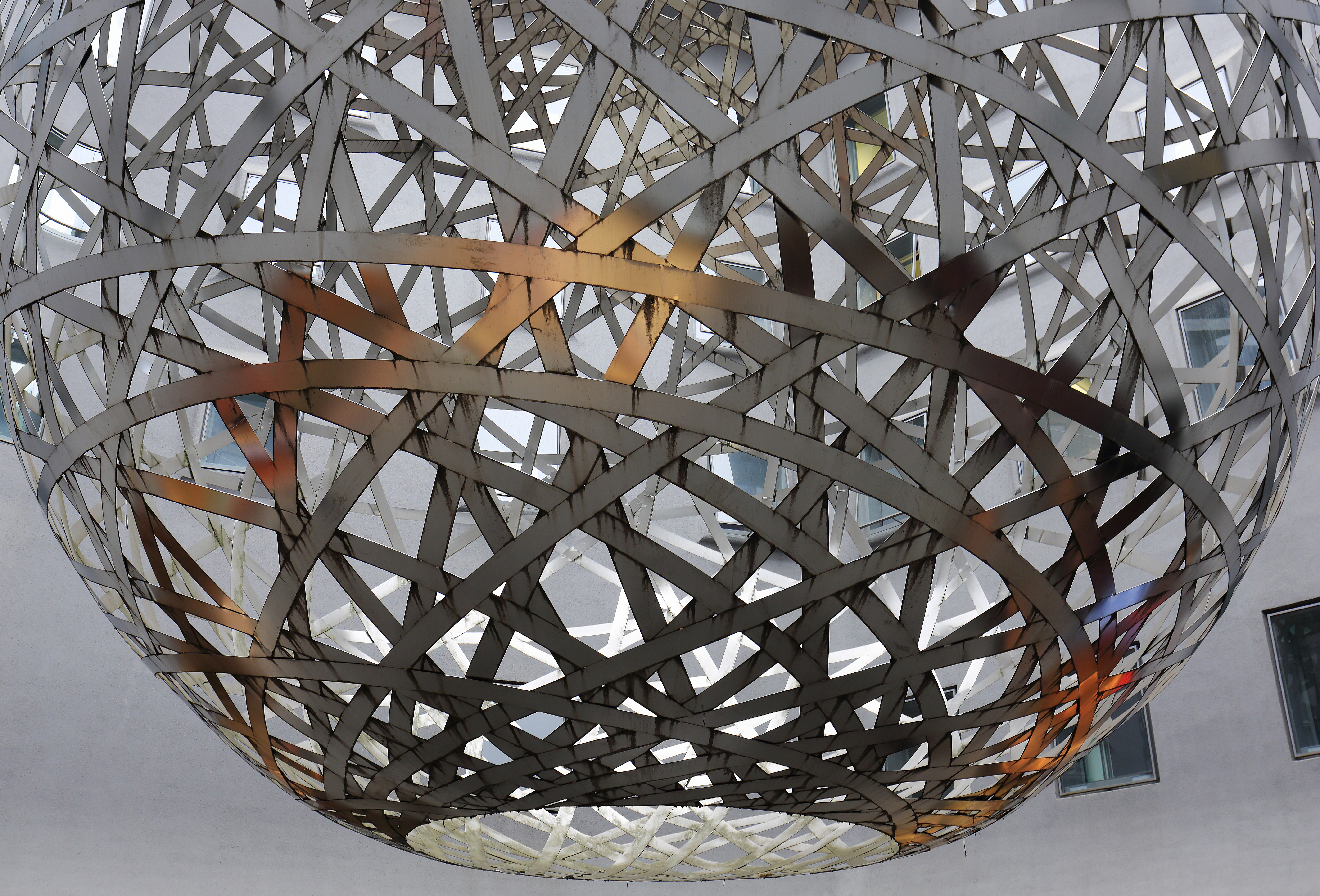
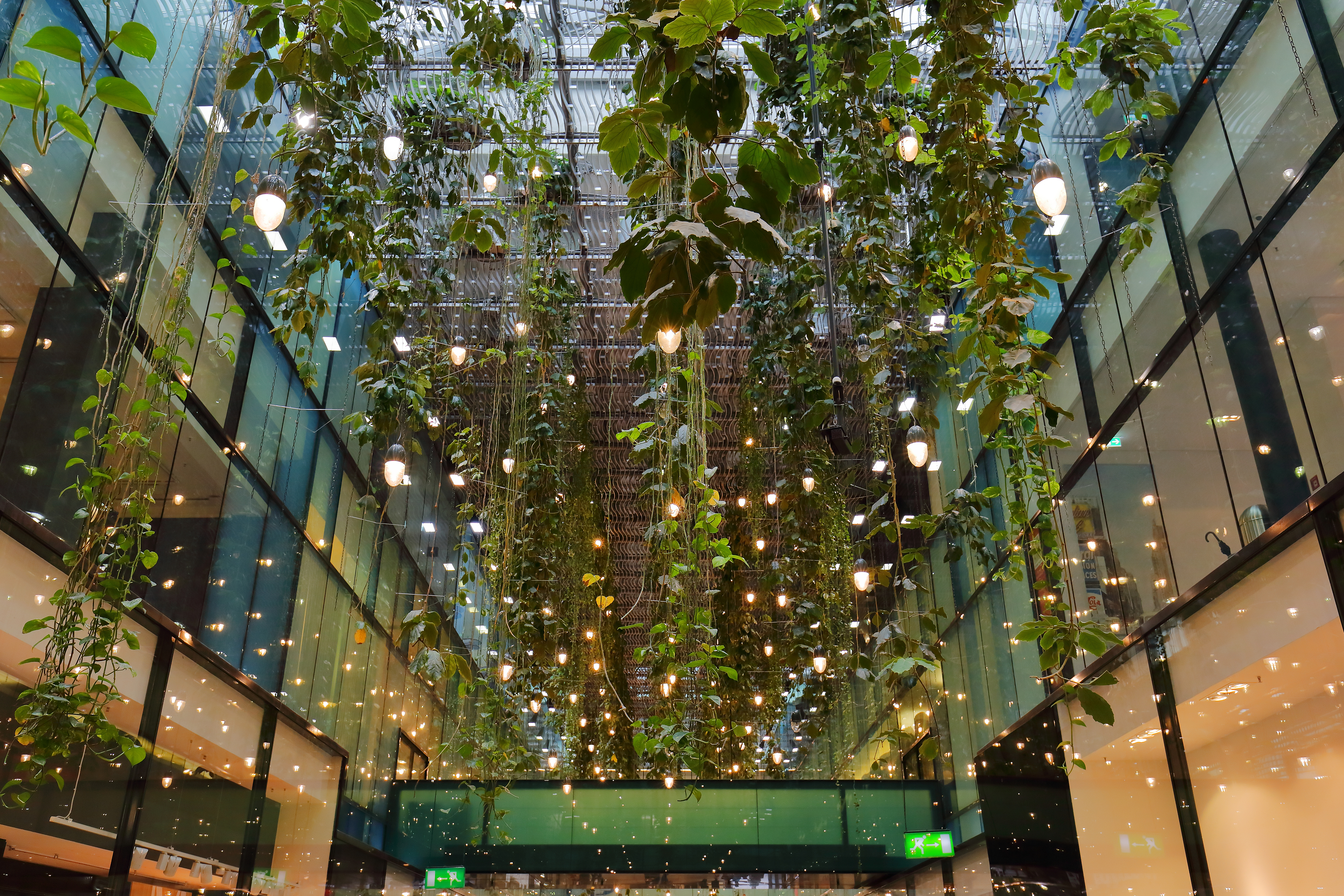